# Heterolocha euxantha
Heterolocha euxantha är en fjärilsart som beskrevs av Eugen Wehrli 1937. Heterolocha euxantha ingår i släktet Heterolocha och familjen mätare. Inga underarter finns listade i Catalogue of Life.